# Human Waste
Human Waste je EP death metal-sastava Suffocation. Diskografska kuća Relapse Records objavila ga je u listopadu 1991. Ovo je bio prvi CD koji je izdao Relapse. "Infecting The Crypts", "Mass Obliteration" i "Jesus Wept" ponovno su snimljene na studijskom albumu Effigy of the Forgotten. "Synthetically Revived" je također ponovno snimljen na albumu Pierced from Within, a pjesma "Catatonia" je ponovno snimljena za EP Despise the Sun. Jedina pjesma koja nije ponovno snimljena je naslovna pjesma, koja je izvorno snimljena za demoalbum Reincremated.
Human Waste ponovno je objavljen 2005. s dvije bonus pjesme preuzete s dema Reincremated iz 1990., a to su "Involuntary Slaughter" i "Reincremation".

## Popis pjesama
Tekstovi i glazba: Suffocation. 
| 1.    | »Infecting the Crypts«  | 4:37 |
| 2.    | »Synthetically Revived« | 3:38 |
| 3.    | »Mass Obliteration«     | 4:28 |
| 4.    | »Catatonia«             | 3:55 |
| 5.    | »Jesus Wept«            | 3:38 |
| 6.    | »Human Waste«           | 2:58 |
| 23:14 |                         |      |

| Bonus pjesme | Bonus pjesme                                         | Bonus pjesme | Bonus pjesme | Bonus pjesme | Bonus pjesme | Bonus pjesme | Bonus pjesme | Bonus pjesme | Bonus pjesme |
| Br.          | Skladba                                              | Trajanje     |              |              |              |              |              |              |              |
| ------------ | ---------------------------------------------------- | ------------ | ------------ | ------------ | ------------ | ------------ | ------------ | ------------ | ------------ |
| 7.           | »Involuntary Slaughter« (iz demoalbuma Reincremated) | 2:55         |              |              |              |              |              |              |              |
| 8.           | »Reincremation« (iz demoalbuma Reincremated)         | 2:54         |              |              |              |              |              |              |              |
| 29:03        |                                                      |              |              |              |              |              |              |              |              |

## Osoblje
| Suffocation - Mike Smith – bubnjevi - Frank Mullen – vokal - Doug Cerrito – gitara, logotip sastava - Terrance Hobbs – gitara - Josh Barohn – bas-gitara | Ostalo osoblje - Orion Landau – dizajn - Ron Spencer – naslovnica albuma - Paul Bagin – inženjer zvuka - Matthew F. Jacobson – izvršna produkcija - Conrad Ziarnink – inženjer zvuka (pjesma "Human Waste (demo)") |